# Lucio Fulci
Lucio Fulci (født 17. juni 1927 i Rom, død 13. marts 1996 i Rom) var en italiensk filminstruktør, der i starten af 1980'erne markerede sig med en række kultdyrkede splatterfilm.

## Udvalgte film
- 002 Operazione Luna   (1965)
- Non si sevizia un paperino (Don't Torture a Duckling) (1972)
- Zombi 2 (Zombie Flesh Eaters) (1979)
- Paura nella città dei morti viventi (City of the Living Dead) (1980)
- E tu vivrai nel terrore - L'aldilà (The Beyond) (1981)
- Quella villa accanto al cimitero (The House by the Cemetery) (1981)
- Lo squartatore di New York (New York Ripper) (1982)
- Zombi 3 (Zombie Flesh Eaters 2) (1988)